# Аллея

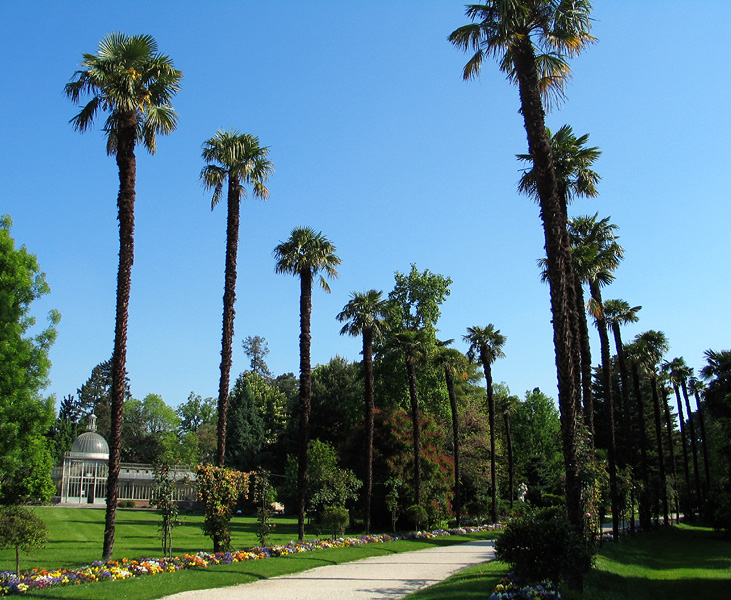
Аллея из пальм в саду Масси в городе Тарб

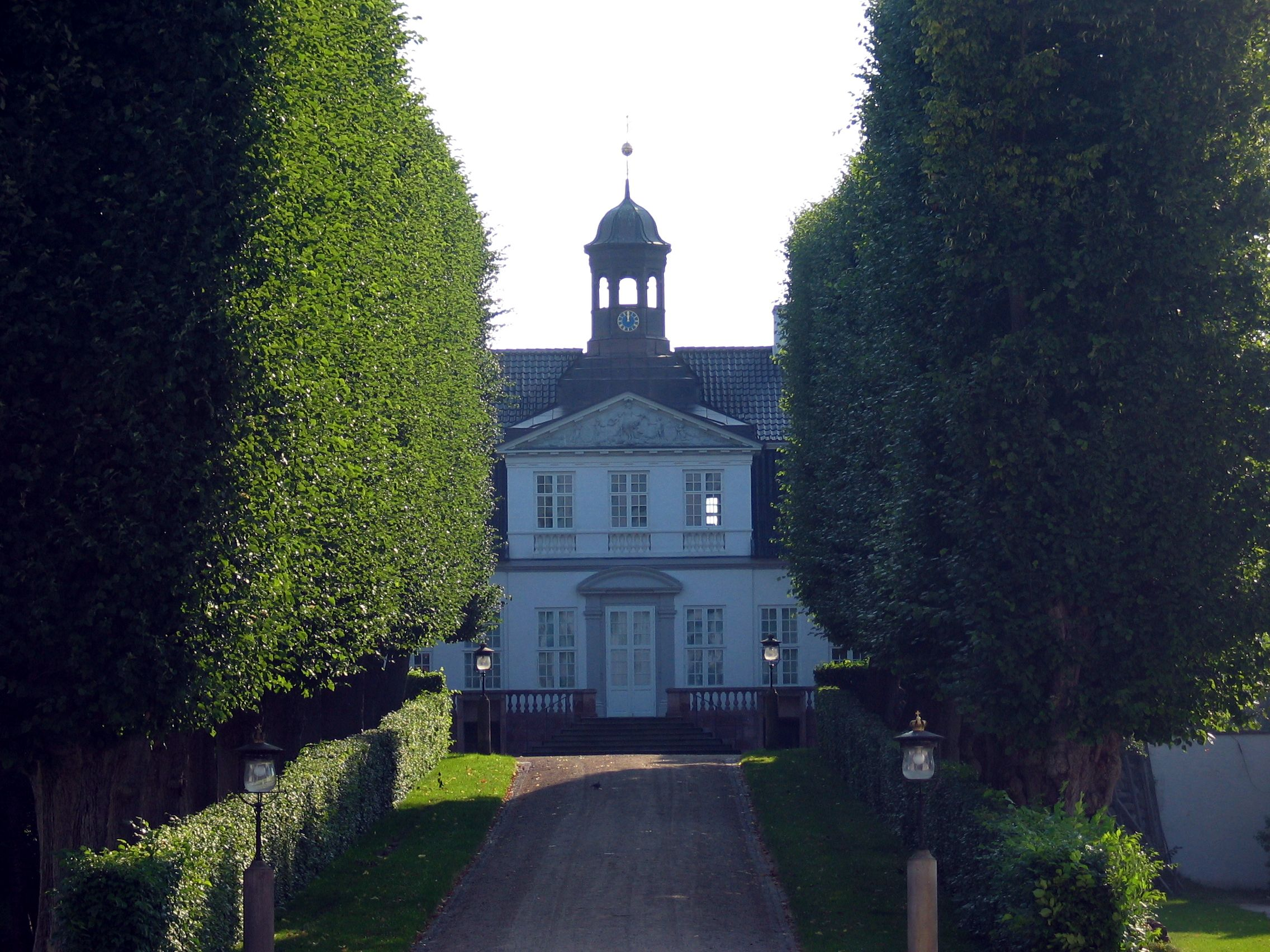
Аллея у дворца Соргенфри в Копенгагене

Санато́рная аллея — улица на Юго-Западе Москвы.

Алле́я (фр. allée ← гл. aller «идти») — дорога, пешеходная или проезжая (обычно в парке, саду, иногда вне их), обсаженная по обеим сторонам деревьями, иногда в сочетании с кустарниками.

## Типы аллей
Типы аллей — прямые в регулярных и криволинейные в пейзажных парках и садах — определяются архитектурным замыслом, диктующим их построение: двурядные и многорядные, одноярусные и многоярусные, с разделительной полосой, арочные (так называемые перголы), с живой изгородью и другие.
Деревья и кустарники могут быть свободно растущими или формованными. Для аллей применяют деревья с компактной кроной, долговечные и устойчивые против неблагоприятных условий произрастания: из хвойных — лиственницу, сосну, пихту, кедр и другие, из лиственных — липу, дуб, тополь, берёзу, яблоня, каштан, платан, клён и другие.
Среднее расстояние между деревьями в ряду составляет 5 м, между рядами — 10 м; в зависимости от размеров и формы кроны оно может быть увеличено или уменьшено.

## Функции аллей
Функции аллей были сформулированы ещё в Древнем Риме:
- Защита от солнечных лучей — римские дороги были обсажены деревьями для того, чтобы защитить марширующие легионы от солнечных лучей. Для этих же целей Наполеон приказал сажать аллеи, чтобы перебрасывать войска по всей Европе.
- Помощь в ориентации в тумане, в дождь и в снегопад.
- Защита от сугробов — благодаря кронам деревьев внутри аллеи лежит более мягкий снег, легко поддающийся утаптыванию.
- Создание дополнительных мест обитания птиц и животных и поддержание, таким образом, биоразнообразия.
- Дополнительный барьер от случайного распространения по ветру сельскохозяйственных вредителей.
- Фильтрация и очистка подземных вод.
- Фильтрация и очистка воздуха от пыли, дыма и вредных частиц (из-за массового использования свинцовой металлургии экологическая обстановка была неблагополучной), и именно с тех пор берёт своё начало концепция озеленения промышленных территорий «завод-сад».
- Лесоматериалы — римское войско всегда имело высококачественный материал для строительства осадных машин и палисадов в любой точке империи.
- Символ устрашения, дискретности и упорядоченности ландшафта — особенно впечатляли высокие ряды мощных стволов жителей Малой Азии, Сирии и других южных регионов, где традиционно росли низкорослые сорта деревьев.
- Звукоизоляционные свойства — в случае карательной операции до изобретения рессор и резины повозки были очень шумными и могли предупредить противника заранее (аллея снижает радиус звуковой волны в половину).
- Периодически аллеи пролегали через очень узкие места ландшафта, где можно было, подрубив несколько деревьев, задержать контрнаступление противника (особенно конницу).
- На ночлег войска становились на пересечении двух аллей — что позволяло, с одной стороны, сэкономить на двух сторонах временного укрепления, а с другой облегчало работу военных патрулей, являясь временным пропускным пунктом для всех, кто двигался из зоны боевых действий.
- В случае, если аллея имела дополнительную боковую пешеходную зону, её деревья являлись естественным отбойником — в случае дорожно-транспортных происшествий защищала пешеходов от травм от телег и ездовых животных. Этот же принцип, например, использовался при строительстве Владимирского тракта.
- В случае более массированного нападения аллейная дорога становилась границей обороняемой территории и на ней устраивалась засека.

Принципы устройства аллей римляне применяли и при укреплении береговых территорий на месте современной Венеции, а в Нидерландах — при строительстве Канала Корбулона.